# Литвинка
Литвинка — деревня в Красногородском районе Псковской области России. Входит в состав Красногородской волости.

## География
Расположена в центральной части района, на северной границе районного центра, посёлка Красногородск.

## Население
| 2001 | 2002 | 2010 |
| ---- | ---- | ---- |
| 239  | ↘209 | ↘205 |

Численность население деревни по оценке на начало 2001 года составляла 239 жителей.

## История
С января 1995 до июля 2010 года деревня входила в Граинскую волость, упразднённую в пользу  Красногородской волости.